# Береника Млада
Вижте пояснителната страница за други личности с името Береника.
Береника Млада (на латински: Berenice; на старогръцки: Βερενίκη, „Носеща победа“); * 285 – 280 пр.н.е.; † 246 пр.н.е. в Антиохия на Оронт) е дъщеря на египетския фараон Птолемей II Филаделф и първата му съпруга Арсеноя I.
Береника се омъжва през началото 252 пр.н.е. за селевкидския владетел Антиох II Теос (упр. 261 – 246 пр.н.е. в Сирия) и му носи голяма зестра. Антиох II се разделя преди това от първата си съпруга Лаодика I, която се оттеглила в западна Мала Азия.
Береника ражда на съпруга си син, който се казва вероятно Антиох и става наследник на трона.
През 246 пр.н.е. Антиох II умира по неизвестни причини в Ефес, когато се намирал при бившата си съпруга. Лаодика тогава казва, че Антиох II е определил нейния най-голям син Селевк II Калиник за наследник и нарежда да убият Береника и малкия ѝ син, която резидирала в Антиохия. Береника научава за тези планове и се мести в предградието Дафне. Освен това тя помолила брат си, египетския фараон Птолемей III, за помощ и нарежда подсилване от Мала Азия. Така избухнала Третата Сирийска война (246 – 241 пр.н.е.) между Лаодика I и Птолемей III. Двамата благордници антиохийци Gennaios и Икадион, привърженици на Лаодика I, отвличат сина на Бререника и го убиват вероятно в Антиохия. По-късно Береника, пазена от келтска стража, е убита в двореца.